# Малко Дряново
Малко Дряново е село в Южна България. То се намира в община Братя Даскалови, област Стара Загора.

## География
Село Малко Дряново се намира в южните склонове на Средна гора. Административно е разположено в община Братя Даскалови, като граничи със селата Найденово и Сърневец.
Напоследък в селото има приток на външни хора, които купуват къщи там – основно пловдивчани, чирпанлии, англичани и германци. Към 1 януари 2013 г. населението наброява 66 души с постоянно жителство. Има магазин, но няма медицински център. Има подходящи водоеми и местности за развиването на лов и риболов. Флора и фауната са разнообразни. Срещат се диви прасета, чакали, сърни, зайци и лисици, горски улулици, яребици, пъдпъдъци и др.

## История
Край селото има много тракийски могили, някои от тях разкопани от иманяри. Все още се виждат акведуктите, чрез които се е докарвало вода. За ранното приемане на хриситянството (около 7 век) по тези земи говорят руините на две църкви. Едната се е намирала на 500 – 600 м на североизток от селото, а другата на югозапад от на около 1100 – 1200 м. До Освобождението основното население в селото е било турско.
До 1906 година името на селото е Хаджиолар. В близост до селото се е намирало старо римско селище.
През турско време тези земи стават феодални спахилъци на Осман бей. Бея ги разделя между своите синове. Първият Карабег, овладява землището край с. Болярино – Бейкьол, вторият син – днешното Братя Даскалови – Бурнусус, третият – Малко Дряново – Олар, който впоследствие вероятно е бил на хаджилък и започнали да му казват Хаджи Олар, а четвъртият син получил Коджабеглий, което се е намирало на североизток от днешното, но изселено след 1878 г. В селото е имало джамия, която е играла ролята и на училище, но разрушена след Освобождението. Първият официален документ, в който се споменава селото е от 1576/7 г. от пазарджишкия кадия, в което се упоменава, че в спахлъка на Осман бей, в землището на Хаджиолари има две турски семейства с над 25 овце, за да заплатят данък по една овца на всеки 25 глави. Първите поселения в това село датират от около 1869 г., когато започнало и изселването на турците от него. Къщите тогава били около 30 на брой с изключително турско присъствие. След Освобождението пръв учител е бил Ангел Кънев от село Мурсалково, който обучавал 15 ученици от първо до четвърто отделение. На мястото на разрушената джамия в периода 1921 – 1923 г. е построено, със средства на жителите на селото, сегашното училище. Първи учител в новото училище е Стефан Василев от гр. Казанлък.
Интересно е да се отбележи, че поради отсъствието на църква и дори параклис, първите заселници, след Освобождението са изпълнявали религиозни ритуали пред един огромен дъб. Той се е намирал над чешмата (или „Сакмата“, както я наричат местните), вляво от пътя, малко преди да се влезне в селото. Вероятно там се е намирало старо светилище, параклис или друга религиозна постройка, която е изгоряла или разрушена и на това място е останал само дъба, който е оцелетворявал светото място.

## Личности
При избухването на Балканската война в 1912 г. един човек от Хаджилари е доброволец в Македоно-одринското опълчение.
В Балканската, Междусъюзническата и Първата световна войни са загинали 22 души: Георги Иванов Косеров, Станчо Пенев Боруков, Видьо Колев Видев, Иван Георгиев Иванов (Курбунарски), Петко Петров, Еньо Тотев Енев, Тоньо Стойнов Чокмаков, Ганьо Стойнов Чокмаков, Иван Димов Караиванов, Христо Димов Мамаров, Стоян Денчев Тодоров, Слави Артелов, Ганьо Драгиев, Димитър Ганев Пандъров и др. Някои от участниците след войната дезертират, като Тачо Минев, но поради стеклите се обстоятелства, по-късно са освободени. В двете фази на Втората Световна война участват 54 души, като двама от тях Иван Минчев Иванов и Злати Славов Димитров оставят костите си на Драва (Унгария). През 2013 г. Иван Колев Иванов (Чокъра) и Слави Иванов Димитров с лични средства издигат паметна плоча на двамата загинали.
Малко Дряново е родно масто на доц. д-р Чавдар Танев Стоянов (18 юни 1928 г. – 16 ноември 2011 г.)